# Kepler-68d
Kepler-68d es un gigante gaseoso con una masa mínima estipulada muy similar a la de Júpiter. Es un planeta de masa como la de ´Jupiter pero en órbita 1,4 UA de su estrella madre, Kepler-68, dentro de zona habitable de la estrella. Fue detectado mediante el método de velocidad radial.
Tras la detección de los planetas b y c mediante la observación de los tránsitos planetarios por delante de su estrella, se utilizaron mediciones de espectroscopia Doppler para hacer observaciones de seguimiento de la estrella. De este modo Kepler-68d fue descubierto.